# (32507) 2001 LR15
2001 LR15 (asteroide 32507) é um asteroide da cintura principal. Possui uma excentricidade de 0.20761590 e uma inclinação de 9.32941º.
Este asteroide foi descoberto no dia 12 de junho de 2001 por NEAT em Palomar.